# 김홍도 (목회자)
김홍도(金弘燾, 1938년 2월 6일 ~ 2020년 9월 2일)는 대한민국의 개신교 목사로 기독교대한감리회 소속이며, 호는 정암(晶岩)이다. 1971년부터 금란교회 담임목사로, 2008년부터 금란교회 소속 원로목사로 사역하였다.

## 약력
- 1963년
  - 2월 서울 감리교 신학대학 졸업(BA)
  - 3월 가평군 상천교회 담임(~ 1967년 3월)
- 1967년 3월 광희문교회 부담임(~ 1971년 3월)
- 1971년 3월 금란교회 담임목사(~ 2008년 4월)
- 1980년 2월 아세아연합신학대학원 졸업(MA)
- 1987년 12월 풀러 신학교(Fuller Theological Seminary) 목회학 박사(D.Min)
- 1989년 3월 중랑지방 감리사 역임
- 1994년 4월 Indiana Wesleyan University 명예신학 박사(D.D)
- 1996년
  - 4월 사단법인 세계교회갱보협회 이사장
  - 10월 기독교대한감리회 감독회장, 기독교대한감리회 서울연회 감독 역임(~ 1998년 10월)
  - 11월 한국기독교교회협회(NCCK) 대표회장 역임(~ 1998년 11월)
- 1997년 1월 아세아연합신학대학교 이사장 역임(~ 2005년 12월)
- 2000년 5월 세계기독교 파워목회 대표회장 역임
- 2002년 7월 한정협 대표회장 역임
- 2003년 4월 한미 기독교 목회자협의회 대표회장 역임
- 2006년 4월 서울기독교총연합회 대표회장 역임
- 2007년
  - 6월 필리핀 제12대 대통령 피델 라모스와 함께 세계평화상 수상(세계평화봉사단 산하 세계평화상 위원회)
  - 7월 한국미래포럼 총재 역임
- 2008년
  - 1월 2008 대한민국 종교그랑프리 수상(한국일보)
  - 4월 금란교회 원로목사
- 2012년 8월 자유민주국민연합 총재 취임

## 생애

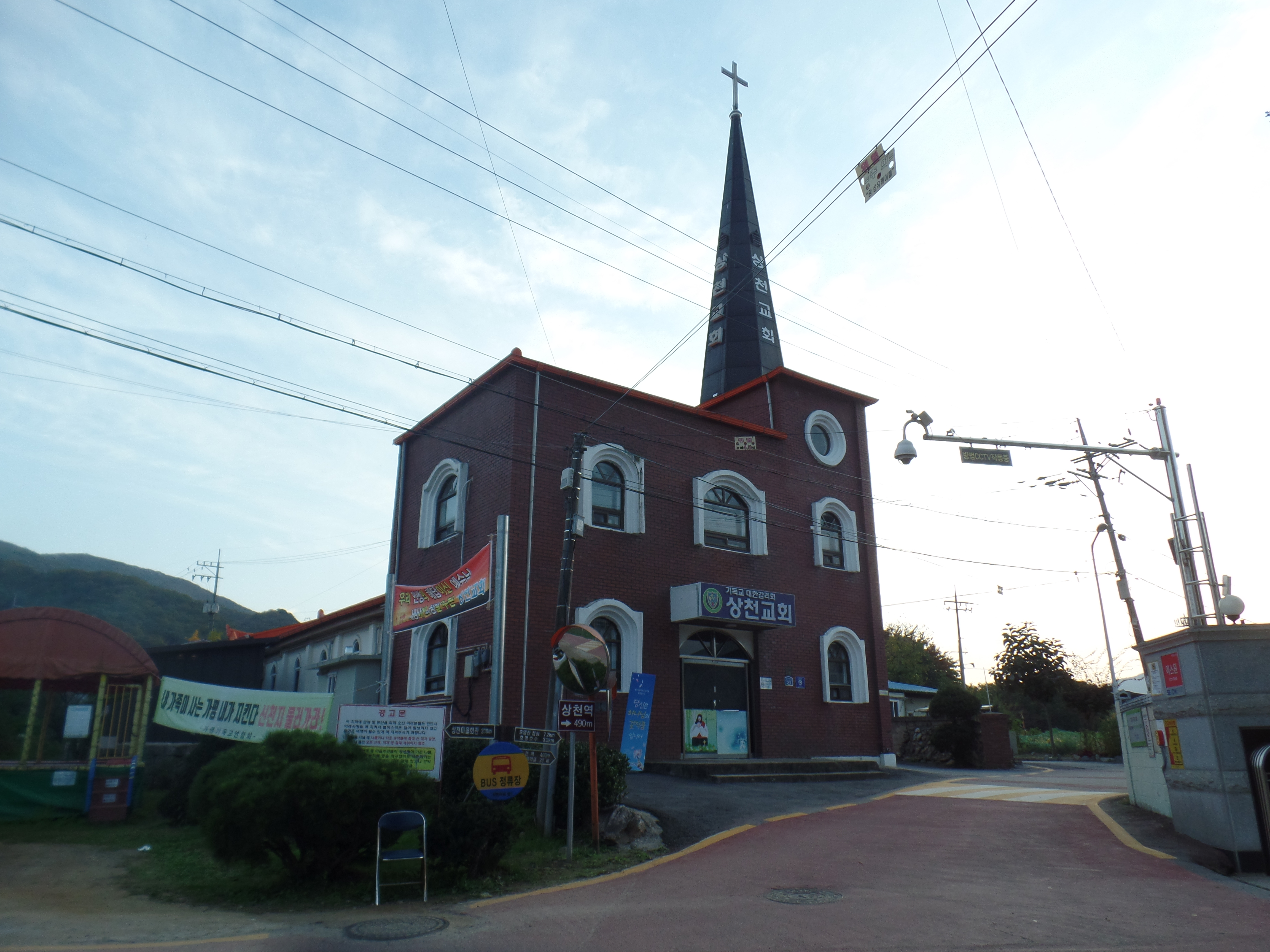
김홍도 목사는 1963년부터 1968년까지 상천교회 담임전도사로 부임하였다.
(경기도 가평군 청평면 상천교회)

### 어린 시절
1938년 2월 6일 평안남도 양덕군에서 부친 김상혁과 모친 이숙녀의 8남매 중 둘째 아들로 태어났다. 
어린 시절을 평안남도에서 보내던 중 광복절을 맞이하였으나, 이후 38선 이북의 공산주의 사상 유입은 김홍도에게도 영향을 주었다. 당시 38선 이북의 공산주의자들과 공산당 등 공산주의 단체는 38선 이북에서 기독교를 박멸시키기 위해 온갖 방법을 동원하였는데, 그 중 하나가 주일 교회 예배 참석을 할 수 없게 하기 위해 일요일마다 노동 동원 명령을 내리는 것이었다. 이는 학교도 마찬가지였으며, 학교의 학생 역시 교회에 가지 못하도록 하기 위해 여러 가지 이유로 일요일에도 학교에 출석하도록 하였다. 이로 인해 예수를 잘 믿던 김홍도의 또래도 공산당의 압박에 못이겨 신앙을 버려야 했으며, 이를 지키지 않으면 교사로부터 온갖 폭력과 협박을 받아야 했다. 그러한 상황에서도 김홍도는 주일 성수를 해야 한다는 굳건한 다짐으로 한 주도 빠짐없이 교회에 갔다. 이 일로 인하여 어느날 전교생 조회시간에 교사가 김홍도를 단상 위로 불러 숱하게 뺨을 때리고 자아비판을 시키고, '예수를 믿지 않겠다'는 고백을 하라는 강요를 하였지만 목숨을 건 신념으로 자신의 믿음을 굽히지 않았다.
한국 전쟁으로 인한 군산에서의 피난 생활과 서울로 상경하여 중학교에 입학했지만 아버지의 사업 실패로 자신의 동생과 함께 생계를 위한 신문팔이 등의 장사를 하면서 학비를 마련하고, 어머니는 삯바느질로 생계를 이어가야 했다. 하루는 공납금을 못 내 중학교 중간고사 시험을 보지 못하고, 집에 일찍 돌아가야 했을 때 버스비가 없어 걸어서 종로에서 당시 집이 있던 삼선교까지 걸어갔다고 한다.

### 목회자의 길
김홍도의 모친은 상업고등학교를 졸업한 김홍도에게 생계 문제로 인해 취직할 것을 권하였지만 그의 신앙에 대한 강한 집념은 감리교신학대학 입학으로 이어졌다. 1963년 감리교신학대학 졸업 후, 같은해 3월 가평군 상천교회의 담임 전도사로 부임하였다. 당시의 상천교회 건물은 초가집으로 되어 있어 비가 오면 빗물이 샐 만큰 열악한 환경이었으며, 교역자 생활비, 양말 마련을 못해주는 곳이라면서 모친이 극구 말렸지만 김홍도의 목회에 대한 열정은 누구도 막을 수 없었다. 
1966년 상천교회에서 결혼식을 올렸으며, 1967년 광희문교회 부담임으로 부임하였다. 이후 목사안수를 받았다.

### 금란교회 부임
1971년 3월 서울특별시 망우동의 금란교회 담임목사에 부임되었으며, 당시 금란교회 건물은 24평에 교인 수는 약 75명이었다. 그는 '이곳은 감리교회 중 제일 큰 교회가 될 것'이라는 큰 비전을 가지고 2008년까지 담임목사로 사역하였으며, 은퇴와 동시에 원로목사로 추대되었다.

## 논란과 비판
2008년에는 18대 대통령 선거 때 특정후보를 지지한 혐의로 유죄를 선고 받아 벌금을 물었으며, 6월 5일 서울특별시 연지동 한국기독교 100주년 기념관 소강당에서 열린 기도회에서 "경찰, 검찰, 기무사, 국정원을 동원해 대공 분야를 강화시켜서 빨갱이들을 잡아들여라. 그러면 그 사람들(촛불시위 하는 사람들)이 쑥 들어가고 국민들 지지율이 다시 올라온다", "나처럼 이명박 대통령을 사랑하는 사람이 있겠나. 당신을 밀어준 사람이 우파지 좌파가 아니다", "왜 MBC, KBS 저러는데 가만히 있느냐. 빨갱이 잡아들이면 쑥 들어가버린다. 눈치보니까 더 기승을 부리는 것 아닌가"라고 주장했다. 또한 자신의 아들을 후계 담임목사로 추대해 세습 논란에 휘말리기도 했다. 2009년 7월에는 "미디어법이 통과되도록 기도해야 한다"고 말해 논란이 되고 있다. 김 목사는 7월 5일 설교에서 "미디어법이 통과돼서 사탄의 큰 입과 혀를 잘라버려야 선교의 마지막 주자로서 한국교회가 사명을 다하게 될 것"이라며 "이 영적 싸움에서 승리하도록 온 교회가 목숨 걸고 기도해야 한다"고 말했다. 2011년 7월에는 "대학 등록금이 없어 자살하는 16명에 불과했다"며 "한 해 만 몇 천 명이 자살하는데 그 정도면 많은 숫자가 아니다"라는 발언으로 구설수에 올랐다.

### 공직선거법 위반
2008년 4월 24일 주일예배 중 설교를 하면서 이명박 당시 대선후보의 지지를 유도하는 발언을 한 혐의로 벌금 200만원 벌금형을 선고받았으며, 2011년 10월 23일에는 금란교회 대예배때 박원순 무소속 후보를 비방하는 발언으로 공직선거법위반 협의로 기소됐고, 2012년 5월 30일에 300만원 벌금형을 선고받았다.

### 문제 발언
2011년 7월 19일 사단법인 한국미래포럼이 주최한 '평창 동계올림픽 유치 감사 및 국가와 민족을 위한 기도회'에서 김홍도 목사는 '김 모 교수가 대학등록금으로 인한 자살자가 한해 2백명 내지 3백명이라고 말하는데 자세히 조사했더니 16명에 불과했다"며 "한 해 만 몇 천명 자살에서 16명은 많은 숫자가 아니"라고 발언했다.

## 같이 보기
- 금란교회
- 김선도